# 大中臣親仲
大中臣 親仲（おおなかとみ の ちかなか）は、平安時代後期の貴族。祭主・大中臣親定の長男。官位は正四位下・神祇権大副。

## 経歴
嘉保2年（1095年）造大神宮使に補される。他、伊予守・常陸守を歴任し、正四位下・神祇権大副に至る。
保延6年（1140年）9月卒去。享年69。

## 系譜
- 父：大中臣親定
- 母：三善章経の娘
- 妻：橘宗季の娘
  - 三男：大中臣親隆（1105-1187）
  - 男子：大中臣親章（1103-1161）
- 生母不明の子女
  - 男子：大中臣親通
  - 男子：大中臣親範
  - 男子：源仲
  - 男子：宗親